# Kostřice
Kostřice (německy Kosterzitz) je zaniklá vesnice v okrese Česká Lípa ve východním okraji bývalého vojenského prostoru Ralsko, kvůli jehož založení zanikla. Ležela asi 8,5 km na severovýchod od Kuřívod. Byla správně podřízena obci Proseč jako její osada. Původní zabrané katastrální území bylo Olšina, současné je Jabloneček v novodobém městě Ralsko.

## Popis

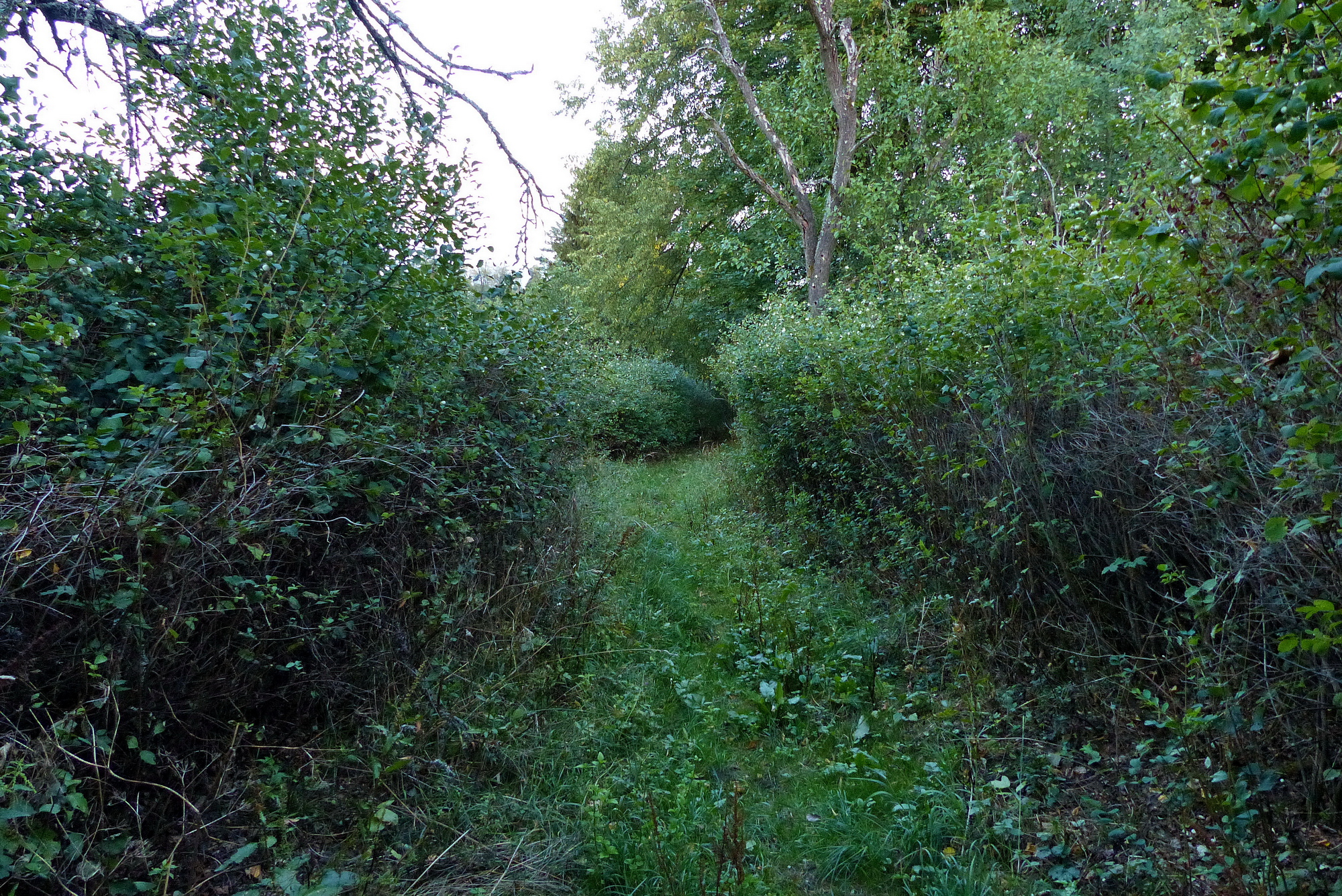
Cesta bývalými Kostřicemi

Kostřice jsou nejvýchodnější a jednou z nejmenších zaniklých vesnic Ralska. Nachází se na jihovýchodním výběžku Zourovského vrchu, na hraně pravé terasy údolí říčky Zábrdky, která tvořila hranici vojenského prostoru.
Jihozápadně od obce jsou tři dřevěné stodoly z padesátých let.

## Historie
Podle sčítání v roce 1921 měly Kostřice 13 domů a 49 obyvatel (z toho bylo 36 Němců a 13 Čechů). Farou a zdravotní obvodem příslušely ke Kuřívodům, četnická stanice, pošta a telegraf byly v Olšině (2 km) a železniční stanice v Mimoni (15,75 km).